# Vojaški tribun
Vojaški tribun (latinsko tribunus militum, dob. 'tribun vojakov') je bil častnik rimske vojske, po činu pod legatom in nad centurionom. Mladi možje viteškega reda so pogosto služili kot vojaški tribuni, ker je bil položaj prvi korak na poti v senat (cursus honorum). Vojaškega tribuna se ne sme pomešati z izvoljenim političnim funkcionarjem plebejskim tribunom (tribunus plebis) niti z vojaškim tribunom s konzularno oblastjo (tribunus militum consulari potestate),

## Zgodnji Rim
Besed tribun izhaja iz besede tribus, ki pomeni pleme. V najzgodnejši zgodovini Rima je vsako od treh plemen (Ramni (Latinci), Ticiji (Sabinci) in Luceri (Etrurci) v vojnem času imenovalo po enega vojaškega poveljnika, ker stalne vojske ni bilo. Tribuni so bili poveljniki legij, ki so prvotno štele okoli 3.000 mož. Polibij (umrl 118 pr. n. št.) piše, da je imel Rim v njegovem času šest vojnih tribunov, ki so jih imenovali konzuli. Tribuni so bili štabni častniki legata legij in so po potrebi poveljevali vojaškim enotam, postopek njihove izbire pa je bil zelo zapleten in v različnih obdobjih različen.

## Republikansko obdobje
V republikanskem obdobju je imela vsaka legija šest vojaških tribunov. Sočasno sta poveljevala dva tribuna, in se menjavala z ostalimi štirimi. Tribune je imenoval Rimski senat. Edini pogoj za izvolitev na položaj tribuna je bila pripadnostjo vladajočemu razredu. Po letu 311 pr. n. št. je prebivalstvo dobilo pravico za izvolitev šestnajst vojaških tribunov,  se pravi štiri od šestih v vsaki od štirih legij rimske vojske.  Pred tem so konzuli ali diktatorji  večino teh štirh mest poklanjali svojim izbrancem.
V zgodnjem republikanskem obdobju je bila namesto letno izvoljenega vojaškega tribuna izbrana druga vrsta vojaškega tribuna. Ti tribuni so se imenovali tribuni militum consulari potestate (vojaški tribun s konzularno oblastjo). V tistem času so bili na položaj vojaškega tribuna  lahko izbrani samo patriciji, na položaj vojaškega tribuna s konzularno oblastjo pa patriciji in plebejci. Kakšno leto so namesto običajnih dveh konzulov za tisto leto izvolili od štiri do šest vojaških tribunov. Razlogi za takšno izbiro so nejasni. Livij omenja, da je bila odločitev pogosto posledica razrednega boja, ki se mu je v tem obdobju zdel endemičen. Položaj konzularnega tribuna se je po letu 366 pr. n. št. postopoma opustil.

## Obdobje po Marijevih reformah
Po Marijevih reformah leta 107 pr. n. št., ki jih je nadgradil cesar Klavdij (vladal 41-54 n. št.), je Rimska republika  dobila sistem profesionalne vojske z legijami pod poveljstvom legijskega legata (legatus).  Legije so še vedno imele šest vojaških tribunov,
vendar so se njihove zadolžitve in odgovornosti spremenile in postale bolj politične kot vojaške. 
Drugi poveljujoči častnik legije je bil tribunus laticlavius, dobesedno "tribun s širokimi črtami". Ime je dobil po široki črti na tuniki in togi. Položaj je običajno zasedal mladenič senatorskega ranga. Na tem položaju naj bi se učil in opazoval dejanja legata. Ti tribuni so v odstotnosti legata pogosto poveljevali legiji. Legiji v Egiptu so stalno poveljevali prav oni, saj je avgustovski zakon članom senatorskega reda prepovedoval vstop v Egipt.  Tribuni z ozkimi črtami so se imenovali tribuni angusticlavii in so bili po činu nižji od tribunov s širokimi črtami. Ti častniški kadeti so bili  mladeniči viteškega reda z vojaškimi izkušnjami, vendar brez pooblastil. Smeli so prisostvovati sejam  vojaškega sveta, v bitki pa niso imeli nobenih pooblastil. Večina tribunov z ozkimi črtami je služila legionarskemu legatu. Bilo je tudi nekaj izjem, na primer Agrikola, ki je služboval pri provincijskem guvernerju. Po Tacitu imenovani svoje vloge pogosto niso jemali tako resno, kot bi jo morali. Za Agrikolo pravi: "[Agrikola ni], tako kot mnogi mladeniči, ki so vojaško službo pretvorili v neumno zabavo, izkoristil svojega prostega časa za razvrat, lenarjenje in užitke".

## Principat
Pod Avgustom je bilo včasih pet centurionov povišanih v  vojaške tribune, ki so lahko napredovali v poveljnike pomožne konjenice ali pretorijske straže.